# Иванович, Ана
А́на Ива́нович (серб. Ана Ивановић; родилась 6 ноября 1987 года в Белграде, СФРЮ) — бывшая сербская профессиональная теннисистка; победительница одного турнира Большого шлема в одиночном разряде (Открытый чемпионат Франции-2008); финалистка двух турниров Большого шлема в одиночном разряде; бывшая первая ракетка мира в одиночном разряде; победительница 15 турниров WTA в одиночном разряде; финалистка Кубка Федерации (2012) и Кубка Хопмана (2013) в составе национальной сборной Сербии; финалистка одного юниорского турнира Большого шлема в одиночном разряде (Уимблдон-2004).

## Общая информация
Ана — одна из двух детей Мирослава и Драганы Ивановичей; мать по профессии юрист, а отец бизнесмен; есть брат Милош (на четыре года моложе Аны).
Иванович начала играть в теннис в возрасте пяти лет после того, как увидела игру по телевидению. Спортивный кумир сербки — соотечественница Моника Селеш.
Ана играет правой рукой с двуручным бэкхендом. Её игра отличается хорошим форхендом и подачей.
Иванович суеверна — так она никогда не наступает на линии, очерчивающие корт. Описывая себя, сербка приводит такие характеристики, как волевая, чувствительная, решительная, конкурентоспособная.

### Личная жизнь
В возрасте 20-ти лет Ана познакомилась с испанским теннисистом Фернандо Вердаско. Влюбленные официально объявили о своем романе осенью 2008 года, а в январе 2009 года объявили о расставании.
У неё был роман с гольфистом Адамом Скоттом, также с сербским ватерполистом Ваня Удовичичем.
С сентября 2014 года Ана Иванович стала встречаться с немецким футболистом Бастианом Швайнштайгером. 12 июля 2016 года пара поженилась. В марте 2016 года было объявлено о будущей свадьбе и церемония бракосочетания состоялась во дворце Палаццо Кавалли-Франкетти в Венеции 12 июля 2016 года. 17 марта 2018 года у Бастиана и Аны родился сын Лука. 30 августа 2019 родился второй сын Леон.

## Спортивная карьера

### Начало карьеры

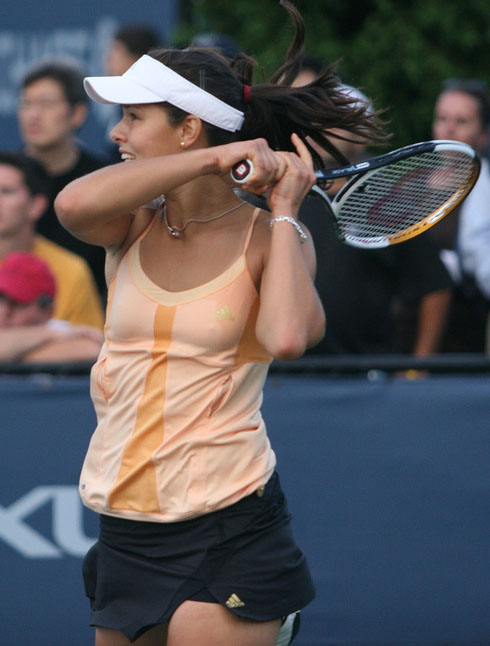
Иванович на Открытом чемпионате США 2006 года

Профессиональную карьеру Иванович начала в августе 2003 года. Первого титула на турнире из цикла ITF она добилась в феврале 2004 года в Испании. В мае того же года Ана выиграла два 50-тысячника ITF в Гифу и Фукуоке. В том же месяце она дебютировала в WTA-туре, сыграв в основной сетке турнира в Вене. В июне Иванович обратила на себя внимание, выйдя в финал юниорского Уимблдонского турнира, где проиграла представительнице Украины Катерине Бондаренко. В сентябре 2004 года она победила ещё на двух 50-тысячниках ITF: в Фано и Батуми. В октябре Иванович через квалификацию попала на турнир в Цюрихе, где смогла выйти второй раунд. На этой стадии она сыграла с Винус Уильямс, проиграв ей со счётом 6-7(11) 6-7(6). Через неделю после этого Ана прошла в четвертьфинал турнира в Люксембурге. После турнира она впервые вошла в топ-100 мирового рейтинга.
В начале сезона 2005 года Ана Иванович выиграла свой первый титул WTA. Это произошло в Канберре, куда она попала через квалификацию. В финале 17-летняя теннисистка обыграла венгерку Мелинду Цинк — 7-5, 6-1. Дебют на турнирах серии Большого шлема для Иванович произошёл в январе на Открытом чемпионате Австралии. Она сумела выйти в третий раунд, где уступила второй ракетке мира на тот момент Амели Моресмо. В марте Ана смогла дойти до четвертьфинала турнира 1-й категории в Майами, где она вновь проиграла Моресмо. По окончании турнира сербская теннисистка вошла уже в топ-50 женского одиночного рейтинга. В апреле на грунтовом турнире в Варшаве она смогла выйти в полуфинал. На первом во взрослой карьере Открытом чемпионате Франции Иванович в матче третьего раунда взяла у Амели Моресмо реванш (6-4 3-6 6-4). Победа над Франческой Скьявоне (6-4 6-7(3) 6-3) в четвёртом раунде позволила Ане впервые в своей карьере выйти в 1/4 финала турнира Большого шлема. На Уимблдоне она дошла до третьего раунда, проиграв там ещё одной француженке Мари Пьерс. Первый в карьере Открытый чемпионат США завершился для Иванович во втором раунде. Осенью она сыграла в полуфиналах турниров в Линце и Цюрихе. Сезон 2005 года Иванович завершила на 16-й строчке мирового рейтинга.
2006 год Иванович начала с выступления на командном турнире Кубка Хопмана. После этого, она играла турнир в Сиднее, где снова обыграла Моресмо, но уступила в 1/4 финала Светлане Кузнецовой (6-7(3) 3-6). На Австралийском чемпионате Иванович уступила Саманте Стосур во втором раунде. В марте на крупном турнире в Индиан-Уэллсе ей удалось дойти до четвертьфинала, где она уступила Елене Дементьевой. В апреле она впервые сыграла в составе сборной Сербии и Черногории в розыгрыше Кубка Федерации. В мае в Варшаве Ана вышла в четвертьфинал. На Ролан Гаррос она в третьем раунде уступила Анастасии Мыскиной. В июне Иванович сыграла в четвертьфинале в Хертогенбосе, а на Уимблдоне она вышла в четвёртый раунд. В августе на турнире в Лос-Анджелесе она вышла в четвертьфинал. Затем на турнире 1-й категории в Монреале Иванович выигрывает свой второй титул, обыграв по ходу турнира Елену Янкович и Динару Сафину, а в финале в двух сетах Мартину Хингис (6-2, 6-3). На Открытом чемпионате США она выступала вплоть до третьего раунда, где проиграла Серене Уильямс. В концовке сезона сербская теннисистка дважды играла в четвертьфиналах на турнирах в Линце и Хасселте.

### 2007—2008 (победа на Ролан Гаррос и № 1 в мире)
2007 год Иванович начала с 1/4 финала в Голд-Косте и Сиднее. На Открытом чемпионате Австралии она вышла в третий раунд, проиграв на этой стадии Вере Звонарёвой. В начале февраля на турнире 1-й категории в Токио она обыграла в четвертьфинале соотечественницу Елену Янкович, а в полуфинале первую ракетку мира на тот момент Марию Шарапову (на отказе соперницы от борьбы во втором сете). В финале Иванович уступила Мартине Хингис — 4-6, 2-6. Через две недели сербка вышла в четвертьфинал турнира в Антверпене. грунтовую часть сезона она начала с выхода в полуфинал турнира в Амелия-Айленде в начале апреля. В мае Иванович победила на турнире 1-й категории в Берлине. В решающем матче она побеждает Светлану Кузнецову со счётом 3-6, 6-4, 7-6(4). Успех в Германии позволил Ане впервые войти в первую десятку в мировой классификации. На Открытом чемпионате Франции Иванович смогла выйти в свой первый финал на турнире Большого шлема. В финальных раундах соревнований она подряд сыграла с третьей, второй и в финале с первой ракеткой мира. В борьбе за престижный титул она проиграла лидеру классификации Жюстин Энен. По завершении турнира сербская теннисистка стала второй ракеткой мира.
| Стадия  | Соперница (посев)            | Рейтинг | Счёт        |
| 1 раунд | София Арвидссон (LL)         | 121     | 6-2 6-0     |
| 2 раунд | Саня Мирза                   | 50      | 6-1 6-4     |
| 3 раунд | Йоана Ралука Олару (Q)       | 122     | 6-2 6-0     |
| 4 раунд | Анабель Медина Гарригес (24) | 23      | 6-3 3-6 6-3 |
| 1/4     | Светлана Кузнецова (3)       | 3       | 6-0 3-6 6-1 |
| 1/2     | Мария Шарапова (2)           | 2       | 6-2 6-1     |
| Финал   | Жюстин Энен (1)              | 1       | 1-6 2-6     |

Перед Уимблдоном Иванович сыграла в четвертьфинале на турнире в Хертогенбосе. На главном травяном турнире она доиграла до полуфинала, где её выбила Винус Уильямс. В августе Ана выиграла трофей на турнире в Лос-Анджелесе, где переиграла в финале Надежду Петрову — 7-5, 6-4. На Открытом чемпионате США она вновь проиграла Винус Уильямс, но на этот раз уже на стадии четвёртого раунда. В конце сентября на турнире в Люксембурге Иванович завоевала пятый в карьере титул WTA. В решающем поединке она выиграла у представительницы топ-10 Даниэлы Гантуховой. В конце сезона 20-летняя Иванович впервые выступила на Итоговом турнире WTA. В своей группе она выиграла два матча со Светланой Кузнецовой и Даниэлой Гантуховой и проиграла один Марии Шараповой. Таким образом, ей удалось выйти в полуфинал, где Ана проиграла Жюстин Энен. По результатам сезона представительница Сербии заняла 4-е место в рейтинге и во второй раз получила награду от ассоциации за лучший «прогресс года» (первый раз в 2005 году).
На 2008 год пришёлся пик карьеры по достижениям сербской теннисистки. В январе Ана Иванович во второй раз вышла в финал турнира серии Большого шлема. В решающем матче Открытого чемпионата Австралии она уступила россиянке Марии Шараповой.
| Стадия  | Соперница (посев)       | Рейтинг | Счёт        |
| 1 раунд | Сорана Кырстя           | 106     | 7-5 6-3     |
| 2 раунд | Татьяна Гарбин          | 40      | 6-0 6-3     |
| 3 раунд | Катарина Среботник (28) | 27      | 6-3 6-4     |
| 4 раунд | Каролина Возняцки       | 64      | 6-1 7-6(2)  |
| 1/4     | Винус Уильямс (8)       | 8       | 7-6(3) 6-4  |
| 1/2     | Даниэла Гантухова (9)   | 9       | 0-6 6-3 6-4 |
| Финал   | Мария Шарапова (5)      | 5       | 5-7 3-6     |

Лучшим результатом феврале 2008 года для Иванович стал выход в четвертьфинал в Дубае. В марте на супертурнире в Индиан-Уэллсе она смогла победить всех своих соперниц и взять титул. В финальном поединке она обыграла россиянку Кузнецову со счётом 6-4, 6-3. В начале мая она прошла в полуфинал турнира в Берлине. Главного достижения она добилась на Ролан Гаррос. 8 июня Ана Иванович впервые выиграла турнир «Большого шлема» — , победив в финале россиянку Динару Сафину со счётом 6-4, 6-3. 9 июня она впервые была объявлена первым номером мирового женского тенниса.
| Стадия  | Соперница (посев)      | Рейтинг | Счёт        |
| 1 раунд | София Арвидссон        | 52      | 6-2 7-5     |
| 2 раунд | Луция Шафаржова        | 41      | 6-1 6-2     |
| 3 раунд | Каролина Возняцки (30) | 34      | 6-4 6-1     |
| 4 раунд | Петра Цетковская       | 77      | 6-0 6-0     |
| 1/4     | Патти Шнидер (10)      | 11      | 6-3 6-2     |
| 1/2     | Елена Янкович (3)      | 3       | 6-4 3-6 6-4 |
| Финал   | Динара Сафина (13)     | 14      | 6-4 6-3     |

Первым турниром для Иванович в качестве первой ракетки мира стал Уимблдон 2008 года, где она проиграла уже на стадии третьего раунда. После вылета с Открытого чемпионата США во втором раунде Ана потеряла место лидера в женском теннисе. В октябре она вышла в полуфинал в Цюрихе, а затем выиграл титул в Линце, обыграв в финале Веру Звонарёву (6-2, 6-1). На Итоговом турнире Иванович проиграла два матча Елене Янкович и Вере Звонарёвой и затем снялась с турнира из-за вирусной инфекции. По итогам сезона она заняла пятую строчку рейтинга.

### 2009—2011

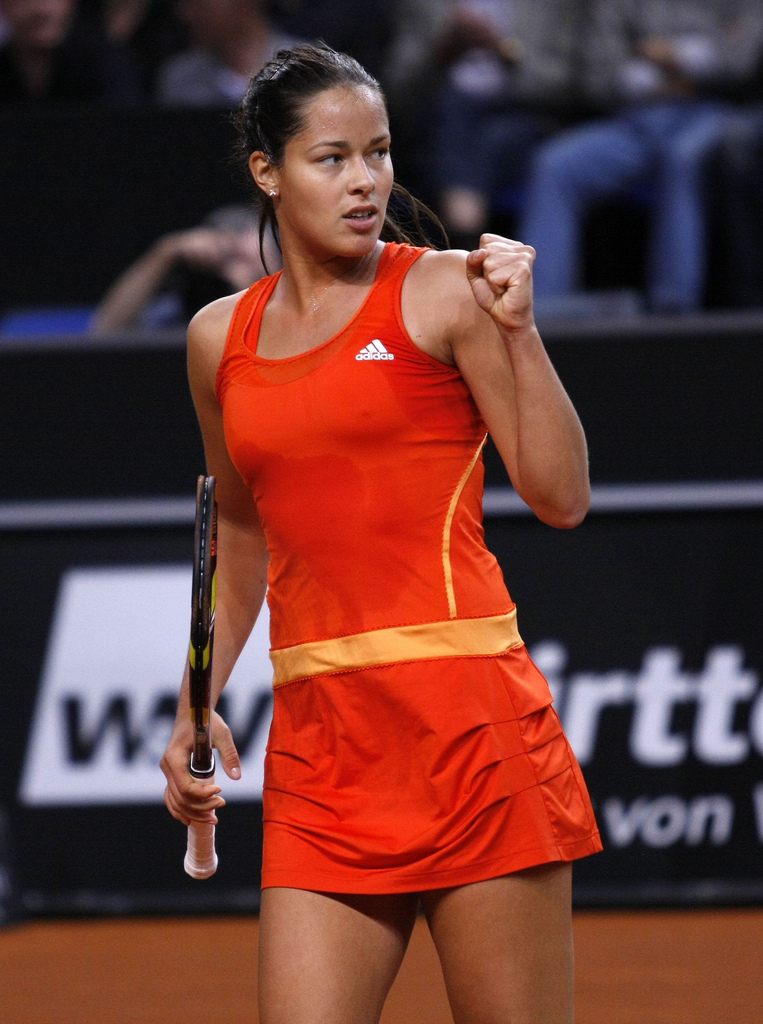
Иванович на турнире в Штутгарте 2010 года

В начале январе 2009 года Иванович сыграла в Брисбене, где вышла в четвертьфинал. На Австралийском чемпионате она проиграла в третьем раунде Алисе Клейбановой. В феврале на турнире в Дубае она вышла в четвертьфинал. На престижном турнире в Индиан-Уэллсе Ана остановилась в шаге от защиты прошлогоднего титула. В финальном матче она проиграла россиянке Вере Звонарёвой — 6-7(5), 2-6. В мае на Открытом чемпионате Франции Иванович также не смогла защитить свой статус чемпионки и уже в четвёртом раунде она проиграла Виктории Азаренко. Потеря большого количества рейтинговых очков лишила сербскую теннисистку места в топ-10. На Уимблдоне она проиграла Винус Уильямс также на стадии четвёртого раунда. Открытый чемпионат США и вовсе завершился для Иванович в первом раунде.
Сезон 2010 года Иванович начинает с выхода в полуфинал в Брисбене. В Австралии она выбывает во втором раунде. Следующего полуфинала она смогла достигнуть в мае на Премьер-турнире в Риме. На Ролан Гаррос и Уимблдоне Ана выступила неудачно, проиграв во втором и первом раунде соответственно. В августе Иванович добралась до полуфинала турнира в Цинциннати. На Открытом чемпионате США она в четвёртом раунде уступила Ким Клейстерс. В октябре Иванович вышла в четвертьфинал в Пекине и во второй раз в карьере выиграла соревнования в Линце. В финале она выиграла у представительницы Швейцарии Патти Шнидер — 6-1, 6-2. После это Ана сыграла в 1/4 финала в Люксембурге, а в концовке сезона приняла участие в Турнире чемпионок WTA. Иванович смогла одержать победу на этом турнире, переиграв в финале Алису Клейбанову — 6-2, 7-6(5). Титул стал десятым в карьере сербки в WTA-туре. Год она завершает на 17-м месте рейтинга.
Австралийский чемпионат 2011 года закончился для Иванович в первом раунде поражением в напряженной борьбе от Екатерины Макаровой (6-3, 4-6, 8-10). В феврале лучшим результатом стал четвертьфинал в Паттайе. До этой же стадии она добралась в марте на турнире в Индиан-Уэллсе. На Ролан Гаррос Иванович, как и в Австралии, выбыла уже на старте турнира. В июне она сыграла в полуфинале турнира в Бирмингеме, а на Уимблдоне её результатом стал выход в третий раунд. В начале августа она вышла в полуфинал турнира в Карлсбаде. На Открытом чемпионате США она добилась лучшего результата на Большом шлеме в сезоне — выхода в четвёртый раунд, где она проиграла Серене Уильямс. В октябре Иванович вышла в четвертьфинал в Пекине, а в концовке сезона во второй раз подряд выиграла турнир чемпионок WTA, переиграв в финале Анабель Медину Гарригес — 6-3, 6-0.

### 2012—2014 (возвращение в топ-10)

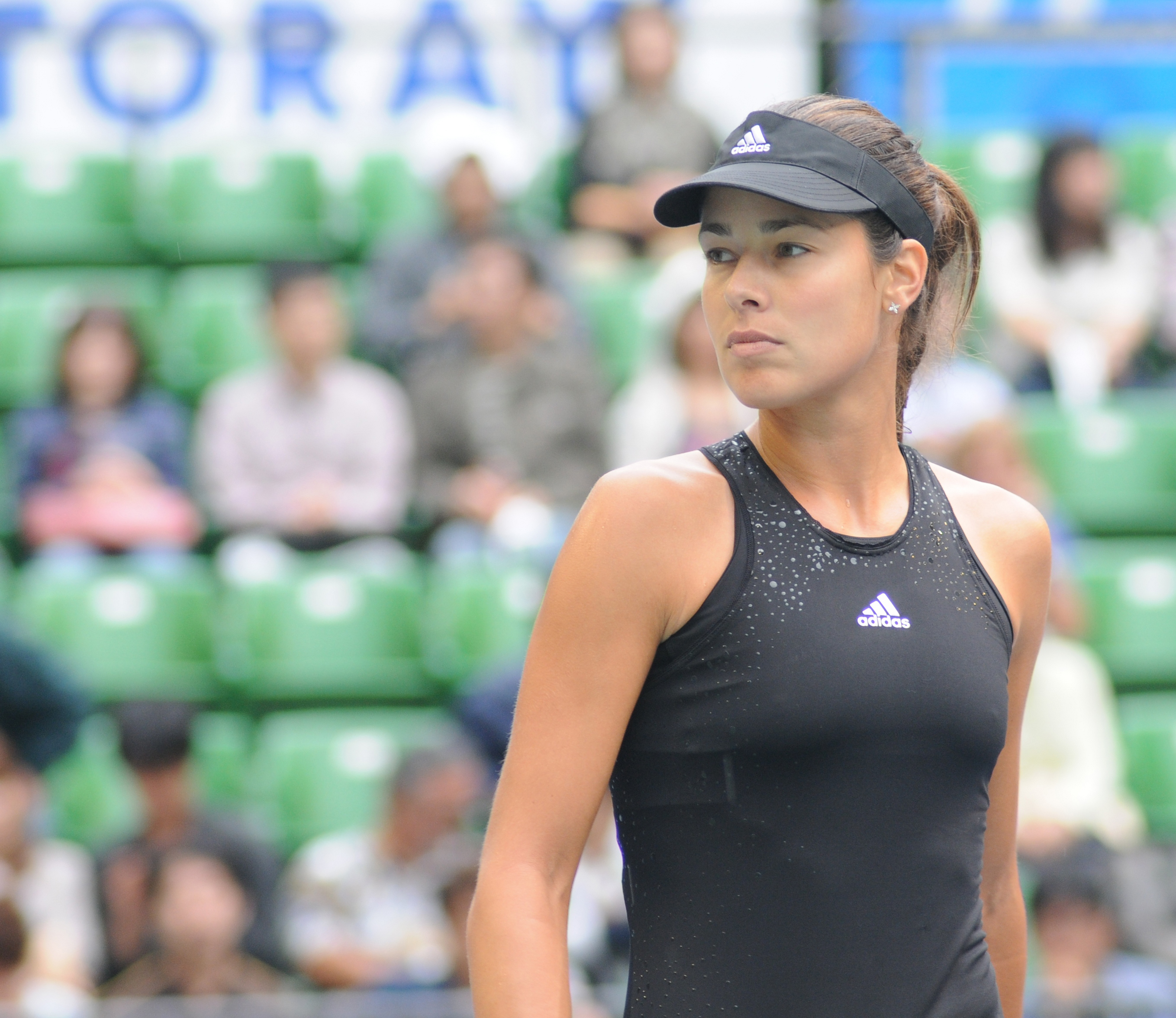
Иванович на турнире в Токио 2014 года

На Открытом чемпионате Австралии 2012 года представительница Сербии добралась до четвёртого раунда. В феврале она прошла в четвертьфинал турнира в Дубае. В марте в Индиан-Уэллсе Иванович смогла выйти в полуфинал, победив на своём пути двух теннисисток из топ-10: Каролину Возняцки и Марион Бартоли. В мае на Ролан Гаррос она в матче третьего раунда уступила финалистке того розыгрыша Саре Эррани. На Уимблдоне она доиграла до четвёртого раунда, где не справилась с Викторией Азаренко. В августе Ана приняла участие в первых в своей карьере Олимпийских играх, которые в том году проходили в Лондоне. В одиночном турнире она проиграла на стадии третьего раунда бельгийке Ким Клейстерс. Также она приняла участие в миксте в паре с Ненадос Зимоничем, но их дуэт проиграл уже в первом матче. На Открытом чемпионате США Иванович впервые за четыре года смогла выйти в четвертьфинал Большого шлема. Побороться дальше за титул ей помешала Серена Уильямс, которая второй год подряд выбивает сербку с турнира. Лучшими результатами осенней части сезона для Аны стали четвертьфинал в Линце и полуфинал в Москве. В концовке сезона она сыграла в финале кубка Федерации, где команда Сербии сыграла со сборной Чехии. Иванович сыграла две одиночных встречи: первую против Луции Шафаржовой она проиграла, а вторую против Петры Квитовой смогла выиграть. В итоге Ана взяла единственное очко для Сербии и её команда проиграла финал со счётом 1-3.
На старте сезона 2013 года Иванович сыграла в финале неофициального командного турнира Кубок Хопмана, где она выступила совместно с Новаком Джоковичем. На Открытом чемпионате Австралии она второй год подряд вылетает на стадии четвёртого раунда. Первый раз в сезоне она вышла в четвертьфинал в апреле на грунтовом турнире в Штутгарте. В мае на премьер-турнире в Мадриде сербка вышла в полуфинал, обыграв в четвертьфинале № 6 в мире Анжелику Кербер. Результатом на Ролан Гаррос стал выход в четвёртый раунд, где её обыграла Агнешка Радваньская. На Уимблдоне она проиграла уже во втором раунде. В начале августа Иванович сыграла полуфинал турнира в Карлсбаде. На Открытом чемпионате США она дошла до четвёртого раунда, где проиграла Азаренко. В октябре Ана вышла в финал турнира в Линце, но в борьбе за титул уступила Анжелике Кербер (4-6, 6-7(6)). На турнире в Москве она вышла в 1/4 финала. В концовке сезона она дошла до полуфинала турнира чемпионок WTA.
2014 год сложился для Иванович удачнее чем предыдущее пять. Уже на старте сезона она выиграла Окленде, ставшим первым для неё с ноября 2011 года. В решающем матче за титул Ана обыграла Винус Уильямс — 6-2, 5-7, 6-4. На Австралийском чемпионате она сумела выйти в четвертьфинал и обыграть в матче четвёртого раунда первую ракетку мира Серену Уильямс (4-6, 6-3, 6-3). Несмотря на эту победу в борьбе за выход в полуфинал она проигрывает более молодой сопернице Эжени Бушар. В апреле Иванович стала победительницей турнира в Монтеррее, где в финале обыграла соотечественницу Йовану Якшич — 6-2, 6-1. В апреле она неплохо выступила на турнире в Штутгарте. В полуфинале Ана обыграла № 8 в мире Елену Янкович, а в финале в трёх сетах проиграла Марии Шараповой (6-3, 4-6, 1-6). В мае на премьер-турнире в Мадриде она вышла в 1/4 финала, а в Риме смогла выйти в полуфинал и взять реванш у Шараповой в матче третьего раунда. Ролан Гаррос завершился для Иванович уже в третьем раунде.
В июне 2014 года она взяла третий титул в сезоне и первый в карьере на траве. Произошло это в Бирмингеме, где в финале она выиграла у Барборы Стрыцовой. Уимблдон завершился для сербской теннисистки в третьем раунде. Через месяц она вышла в четвертьфинал турнира в Станфорде и смогла вернуться в топ-10. В августе Иванович на турнире в Цинциннати среди прочих смогла победить Светлану Кузнецову, Элину Свитолину и Марию Шарапову. Таким образом она добралась до финала, где в борьбе за главный приз проиграла лидеру женского тенниса Серене Уильямс (4-6, 1-6). На Открытом чемпионате США она уступилась уже во втором раунде, уступив молодой чешской теннисистке Каролине Плишковой. В сентябре Иванович выиграла титул на турнире в Токио, переиграв по ходу турнира сильных теннисисток: Викторию Азаренко, Луцию Шафаржову, Анжелику Кербер и в финале Каролину Возняцки (6-2, 7-6(2)). Трофей в Токио стал 15-м в коллекции Аны, выигранным в WTA-туре и последним в профессиональной карьере. В октябре она вышла в полуфинал турнира в Пекине. По рейтинговым очкам, завоеванным в сезоне Иванович в третий раз в карьере попала на Итоговый турнир WTA. В своей группе она смогла выиграть два поединка у Симоны Халеп и Эжени Бушар, но несмотря на это она не смогла выйти из группы, так как три из четырёх теннисисток смогли дважды победить и по разнице сетов Иванович заняла третье место.

### Завершение карьеры

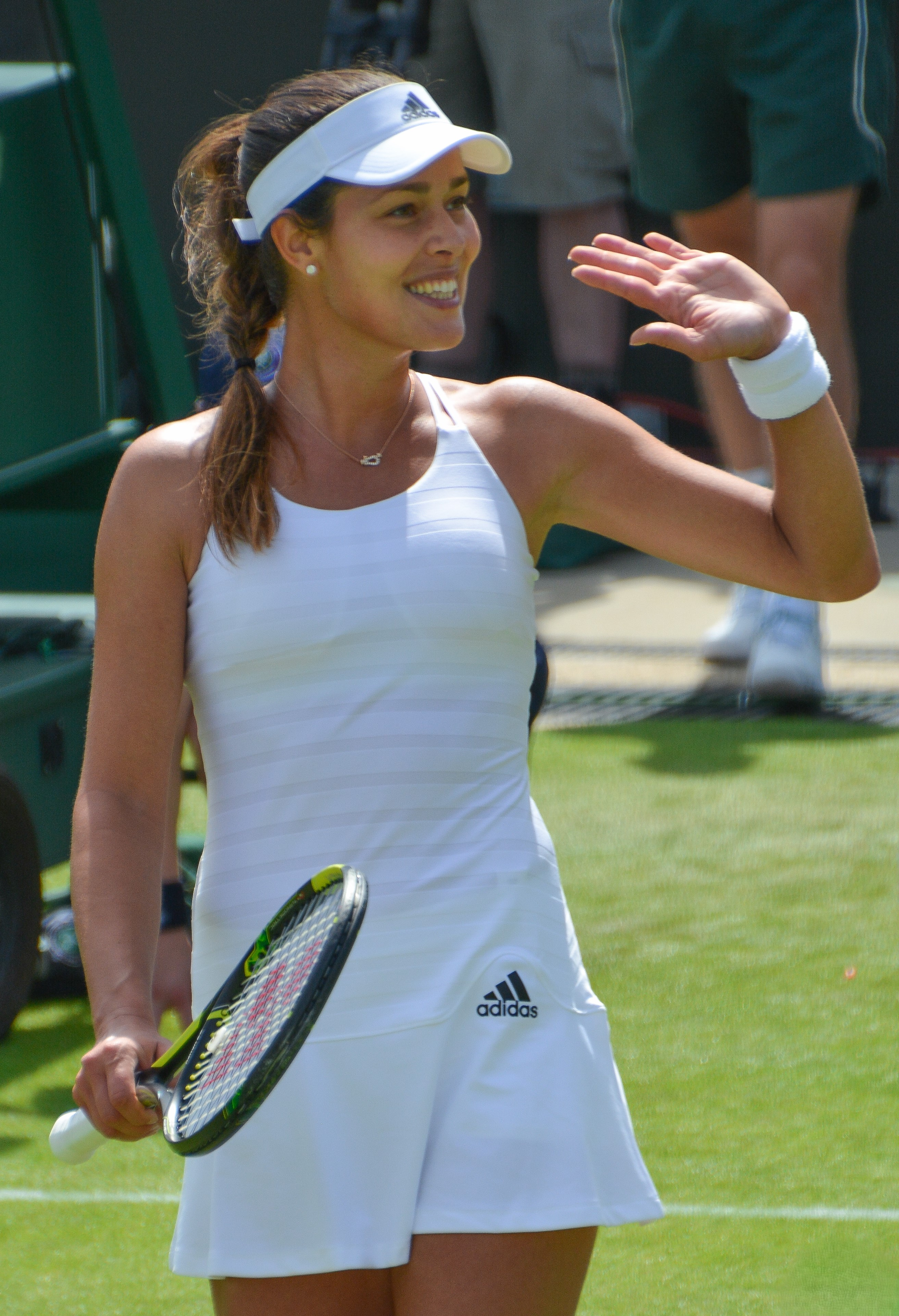
Иванович на Уимблдонском турнире 2015 года

В начале 2015 года Иванович вышла в финал турнире WTA в Брисбене, где уступила Марии Шараповой — 7-6(4), 3-6, 3-6. На Открытом чемпионате Австралии она проиграла уже на старте Луции Градецкой. В начале марта она сыграла в полуфинале турнира в Монтеррее. На Ролан Гаррос 2015 года впервые за 7 лет Ана сумела выйти в полуфинал турнира Большого шлема, последовательно обыграв Ярославу Шведову, Мисаки Дои, Донну Векич, Екатерину Макарову и Элину Свитолину. В полуфинале со счётом 5-7, 5-7 Иванович проиграла Луции Шафаржовой из Чехии. На Уимблдоне она выбывает во втором раунде, уступив американке Бетани Маттек-Сандс. В августе она дошла до стадии 1/4 финала на премьер-турнирах в
Торонто и Цинциннати. На Открытом чемпионате США она уступает в первом раунде словачке Доминике Цибулковой. В сентябре Иванович вновь проиграла Цибулковой в четвертьфинале турнира в Токио. На турнире в Пекине она смогла выйти в полуфинал. Сезон она завершила на 16-м месте в рейтинге.
2016 год стал последним в профессиональной карьере Иванович. На Открытом чемпионате Австралии она вышла в третий раунд, где Ану обыграла Мэдисон Киз из США. В феврале она вышла в полуфинал на турнире в Санкт-Петербурге. Через неделю после этого она сыграла в четвертьфинале на турнире в Дубае. На Открытом чемпионате Франции она смогла доиграть только до третьего раунда, где её выбивает с турнира представительница Украины Элина Свитолина. В июне она последний раз в карьере одерживает победы в туре и выходит в четвертьфинал на турнире на Мальорке. Уимблдон завершился для неё проигрышем в первом раунде от россиянки Екатерины Александровой. В августе Иванович приняла участие в Олимпийском турнире в Рио-де-Жанейро. В первом же матче она проиграла испанской теннисистке Карле Суарес Наварро. Последним турниром в карьере для 28-летней теннисистки стал Открытый чемпионат США. В последнем для себя матче она проиграла чешке Денисе Аллертовой в матче первого раунда. В декабре 2016 года Иванович объявила о завершении профессиональной карьеры.
Я уверена, что мне будет очень не хватать друзей в Туре. Но мы ещё обязательно встретимся. Как бы это ни было иронично, но я буду скучать по путешествиям, хотя сейчас мне больше времени хочется проводить дома. И всё-таки мне будет не хватать этих частых переездов и красивейших мест. Больше всего я буду скучать по Австралии.
Ана Иванович

## Итоговое место в рейтинге WTA по годам
| Год  | Одиночный рейтинг | Парный рейтинг |
| 2016 | 65                | 411            |
| 2015 | 16                | 574            |
| 2014 | 5                 | 521            |
| 2013 | 16                |                |
| 2012 | 13                |                |
| 2011 | 22                | 160            |
| 2010 | 17                |                |
| 2009 | 22                |                |
| 2008 | 5                 |                |
| 2007 | 4                 | 916            |
| 2006 | 14                | 52             |
| 2005 | 16                | 133            |
| 2004 | 97                |                |
| 2003 | 705               |                |

## Выступления на турнирах

### Финалы турниров Большого шлема в одиночном разряде (3)

#### Победы (1)
| №  | Год  | Турнир                     | Покрытие | Соперница в финале | Счёт    |
| 1. | 2008 | Открытый чемпионат Франции | Грунт    | Динара Сафина      | 6-4 6-3 |

#### Поражения (2)
| №  | Год  | Турнир                       | Покрытие | Соперница в финале | Счёт    |
| 1. | 2007 | Открытый чемпионат Франции   | Грунт    | Жюстин Энен        | 1-6 2-6 |
| 2. | 2008 | Открытый чемпионат Австралии | Хард     | Мария Шарапова     | 5-7 3-6 |

### Финалы турнировWTAв одиночном разряде (23)

#### Победы (15)
| Легенда: До 2009 года       | Легенда: С 2009 года  |
| --------------------------- | --------------------- |
| Турниры Большого шлема (1*) |                       |
| Олимпиада (0)               |                       |
| Итоговый турнир WTA (0)     |                       |
| Турнир чемпионок WTA (2)    |                       |
| 1-я категория (3*)          | Premier Mandatory (0) |
| 2-я категория (3)           | Premier 5 (0)         |
| 3-я категория (0)           | Premier (2)           |
| 4-я категория (0)           | International (3)     |
| 5-я категория (1)           | International (3)     |

| Титулы по покрытиям | Титулы по месту проведения матчей турнира |
| ------------------- | ----------------------------------------- |
| Хард (12*)          | Зал (5)                                   |
| Грунт (2)           | Зал (5)                                   |
| Трава (1)           | Открытый воздух (10)                      |
| Ковёр (0)           | Открытый воздух (10)                      |

* количество побед в одиночном разряде.
| №   | Дата             | Турнир                     | Покрытие | Соперница в финале         | Счёт           |
| 1.  | 9 января 2005    | Канберра, Австралия        | Хард     | Мелинда Цинк               | 7-5 6-1        |
| 2.  | 14 августа 2006  | Монреаль, Канада           | Хард     | Мартина Хингис             | 6-2 6-3        |
| 3.  | 7 мая 2007       | Берлин, Германия           | Грунт    | Светлана Кузнецова         | 3-6 6-4 7-6(4) |
| 4.  | 6 августа 2007   | Лос-Анджелес, США          | Хард     | Надежда Петрова            | 7-5 6-4        |
| 5.  | 24 сентября 2007 | Люксембург                 | Хард(i)  | Даниэла Гантухова          | 3-6 6-4 6-4    |
| 6.  | 12 марта 2008    | Индиан-Уэллс, США          | Хард     | Светлана Кузнецова         | 6-4 6-3        |
| 7.  | 25 мая 2008      | Открытый чемпионат Франции | Грунт    | Динара Сафина              | 6-4 6-3        |
| 8.  | 20 октября 2008  | Линц, Австрия              | Хард(i)  | Вера Звонарёва             | 6-2 6-1        |
| 9.  | 17 октября 2010  | Линц, Австрия (2)          | Хард(i)  | Патти Шнидер               | 6-1 6-2        |
| 10. | 7 ноября 2010    | Турнир чемпионок           | Хард(i)  | Алиса Клейбанова           | 6-2 7-6(5)     |
| 11. | 6 ноября 2011    | Турнир чемпионок (2)       | Хард(i)  | Анабель Медина Гарригес    | 6-3 6-0        |
| 12. | 4 января 2014    | Окленд, Новая Зеландия     | Хард     | Винус Уильямс              | 6-2 5-7 6-4    |
| 13. | 6 апреля 2014    | Монтеррей, Мексика         | Хард     | Йована Якшич               | 6-2 6-1        |
| 14. | 15 июня 2014     | Бирмингем, Великобритания  | Трава    | Барбора Заглавова-Стрыцова | 6-3 6-2        |
| 15. | 21 сентября 2014 | Токио, Япония              | Хард     | Каролина Возняцки          | 6-2 7-6(2)     |

#### Поражения (8)
| №  | Дата            | Турнир                       | Покрытие | Соперница в финале | Счёт           |
| 1. | 30 января 2007  | Токио, Япония                | Ковёр(i) | Мартина Хингис     | 4-6 2-6        |
| 2. | 27 мая 2007     | Открытый чемпионат Франции   | Грунт    | Жюстин Энен        | 1-6 2-6        |
| 3. | 14 января 2008  | Открытый чемпионат Австралии | Хард     | Мария Шарапова     | 5-7 3-6        |
| 4. | 11 марта 2009   | Индиан-Уэллс, США            | Хард     | Вера Звонарёва     | 6-7(5) 2-6     |
| 5. | 13 октября 2013 | Линц, Австрия                | Хард(i)  | Анжелика Кербер    | 4-6 6-7(6)     |
| 6. | 27 апреля 2014  | Штутгарт, Германия           | Грунт(i) | Мария Шарапова     | 6-3 4-6 1-6    |
| 7. | 17 августа 2014 | Цинциннати, США              | Хард     | Серена Уильямс     | 4-6 1-6        |
| 8. | 10 января 2015  | Брисбен, Австралия           | Хард     | Мария Шарапова     | 7-6(4) 3-6 3-6 |

### Финалы турнировITFв одиночном разряде (6)

#### Победы (5)
| Легенда:        |
| --------------- |
| 100.000 USD (0) |
| 75.000 USD (0)  |
| 50.000 USD (4)  |
| 25.000 USD (0)  |
| 10.000 USD (1)  |

| Титулы по покрытиям | Титулы по месту проведения матчей турнира |
| ------------------- | ----------------------------------------- |
| Хард (1)            | Зал (0)                                   |
| Грунт (2)           | Зал (0)                                   |
| Трава (0)           | Открытый воздух (5)                       |
| Ковёр (2)           | Открытый воздух (5)                       |

| №  | Дата             | Турнир            | Покрытие | Соперница в финале | Счёт              |
| 1. | 16 февраля 2004  | Мальорка, Испания | Грунт    | Ана Тимотич        | 6-1 6-1           |
| 2. | 26 апреля 2004   | Гифу, Япония      | Ковёр    | Чон Мира           | 6-4 2-6 7-5       |
| 3. | 4 мая 2004       | Фукуока, Япония   | Ковёр    | Ярмила Гайдошова   | 6-2 6-7(4) 7-6(4) |
| 4. | 7 сентября 2004  | Фано, Италия      | Грунт    | Делия Сесчоряну    | 6-2 6-4           |
| 5. | 21 сентября 2004 | Батуми, Грузия    | Хард     | Анна Чакветадзе    | 6-3 6-3           |

#### Поражения (1)
| №  | Дата           | Турнир             | Покрытие | Соперница в финале | Счёт        |
| 1. | 16 ноября 2003 | Барселона, Испания | Грунт    | Марта Фрага        | 4-6 7-5 4-6 |

### Финалы турнировWTAв парном разряде (1)

#### Поражения (1)
| №  | Дата         | Турнир                  | Покрытие | Партнёрша       | Соперницы в финале | Счёт        |
| 1. | 24 июня 2006 | Хертогенбос, Нидерланды | Трава    | Мария Кириленко | Чжэн Цзе Янь Цзы   | 6-3 2-6 2-6 |

### Финалы командных турниров (2)

#### Поражения (2)
| №  | Год  | Турнир          | Команда                     | Соперник в финале          | Счёт |
| -- | ---- | --------------- | --------------------------- | -------------------------- | ---- |
| 1. | 2012 | Кубок Федерации | Сербия Иванович, Янкович    | Чехия Шафаржова, Квитова   | 1-3  |
| 2. | 2013 | Кубок Хопмана   | Сербия · Иванович, Джокович | Испания · Медина, Вердаско | 1-2  |

## История выступлений на турнирах
| Турнир                                | 2004           | 2005           | 2006           | 2007           | 2008           | 2009                            | 2010                            | 2011                            | 2012                            | 2013                            | 2014                            | 2015                            | 2016                            | Итог   | В/П за карьеру |
| ------------------------------------- | -------------- | -------------- | -------------- | -------------- | -------------- | ------------------------------- | ------------------------------- | ------------------------------- | ------------------------------- | ------------------------------- | ------------------------------- | ------------------------------- | ------------------------------- | ------ | -------------- |
| Турниры Большого шлема                |                |                |                |                |                |                                 |                                 |                                 |                                 |                                 |                                 |                                 |                                 |        |                |
| Открытый чемпионат Австралии          | -              | 3Р             | 2Р             | 3Р             | Ф              | 3Р                              | 2Р                              | 1Р                              | 4Р                              | 4Р                              | 1/4                             | 1Р                              | 3Р                              | 0 / 12 | 26-12          |
| Открытый чемпионат Франции            | -              | 1/4            | 3Р             | Ф              | П              | 4Р                              | 2Р                              | 1Р                              | 3Р                              | 4Р                              | 3Р                              | 1/2                             | 3Р                              | 1 / 12 | 37-11          |
| Уимблдонский турнир                   | -              | 3Р             | 4Р             | 1/2            | 3Р             | 4Р                              | 1Р                              | 3Р                              | 4Р                              | 2Р                              | 3Р                              | 2Р                              | 1Р                              | 0 / 12 | 24-12          |
| Открытый чемпионат США                | К              | 2Р             | 3Р             | 4Р             | 2Р             | 1Р                              | 4Р                              | 4Р                              | 1/4                             | 4Р                              | 2Р                              | 1Р                              | 1Р                              | 0 / 12 | 20-12          |
| Итог                                  | 0 / 0          | 0 / 4          | 0 / 4          | 0 / 4          | 1 / 4          | 0 / 4                           | 0 / 4                           | 0 / 4                           | 0 / 4                           | 0 / 4                           | 0 / 4                           | 0 / 4                           | 0 / 4                           | 1 / 48 |                |
| В/П в сезоне                          | 0-0            | 9-4            | 8-4            | 16-4           | 16-3           | 8-4                             | 5-4                             | 4-4                             | 12-4                            | 10-4                            | 9-4                             | 6-4                             | 4-4                             |        | 107-46         |
| Олимпийские игры                      |                |                |                |                |                |                                 |                                 |                                 |                                 |                                 |                                 |                                 |                                 |        |                |
| Летняя олимпиада                      | -              | Не проводился  | Не проводился  | Не проводился  | -              | Не проводился                   | Не проводился                   | Не проводился                   | 3Р                              | Не проводился                   | Не проводился                   | Не проводился                   | 1Р                              | 0 / 2  | 2-2            |
| Итоговые турниры                      |                |                |                |                |                |                                 |                                 |                                 |                                 |                                 |                                 |                                 |                                 |        |                |
| Итоговый турнир WTA                   | -              | -              | -              | 1/2            | Группа         | -                               | -                               | -                               | -                               | -                               | Группа                          | -                               | -                               | 0 / 3  | 4-5            |
| Турнир чемпионок WTA                  | Не проводился  | Не проводился  | Не проводился  | Не проводился  | Не проводился  | -                               | П                               | П                               | -                               | 1/2                             | -                               | -                               | -                               | 2 / 3  | 8-2            |
| Турниры WTA Premier Mandatory         |                |                |                |                |                |                                 |                                 |                                 |                                 |                                 |                                 |                                 |                                 |        |                |
| Индиан-Уэллс                          | -              | -              | 1/4            | 4Р             | П              | Ф                               | 2Р                              | 1/4                             | 1/2                             | 3Р                              | 3Р                              | 3Р                              | 3Р                              | 1 / 11 | 27-10          |
| Майами                                | -              | 1/4            | 4Р             | 2Р             | 3Р             | 3Р                              | 3Р                              | 4Р                              | 4Р                              | 4Р                              | 4Р                              | 3Р                              | 3Р                              | 0 / 12 | 19-12          |
| Мадрид                                | Не проводился  | Не проводился  | Не проводился  | Не проводился  | Не проводился  | -                               | 2Р                              | 1Р                              | 3Р                              | 1/2                             | 1/4                             | 3Р                              | 2Р                              | 0 / 7  | 12-7           |
| Пекин                                 | Не 1 категория | Не 1 категория | Не 1 категория | Не 1 категория | Не 1 категория | -                               | 1/4                             | 1/4                             | 3Р                              | 2Р                              | 1/2                             | 1/2                             | -                               | 0 / 6  | 17-6           |
| Турниры WTA Premier 5                 |                |                |                |                |                |                                 |                                 |                                 |                                 |                                 |                                 |                                 |                                 |        |                |
| Доха / Дубай                          | Не 1 категория | Не 1 категория | Не 1 категория | Не 1 категория | 3Р             | 1/4                             | -                               | 1Р                              | 2Р                              | 3Р                              | 2Р                              | 3Р                              | -                               | 0 / 7  | 8-6            |
| Рим                                   | -              | 3Р             | -              | -              | 2Р             | 3Р                              | 1/2                             | 2Р                              | 3Р                              | 1Р                              | 1/2                             | 2Р                              | 2Р                              | 0 / 10 | 15-10          |
| Монреаль / Торонто                    | -              | 3Р             | П              | 2Р             | 3Р             | 2Р                              | -                               | 3Р                              | 2Р                              | 3Р                              | 2Р                              | 1/4                             | -                               | 1 / 10 | 16-9           |
| Цинциннати                            | Не 1 категория | Не 1 категория | Не 1 категория | Не 1 категория | Не 1 категория | 2Р                              | 1/2                             | 2Р                              | -                               | 1Р                              | Ф                               | 1/4                             | 1Р                              | 0 / 7  | 12-7           |
| Ухань                                 | Не проводился  | Не проводился  | Не проводился  | Не проводился  | Не проводился  | Не проводился                   | Не проводился                   | Не проводился                   | Не проводился                   | Не проводился                   | 1Р                              | 3Р                              | -                               | 0 / 2  | 2-2            |
| Прочие бывшие турниры 1 категории WTA |                |                |                |                |                |                                 |                                 |                                 |                                 |                                 |                                 |                                 |                                 |        |                |
| Токио                                 | -              | -              | 2Р             | Ф              | 2Р             | 1Р                              | 2Р                              | 3Р                              | 2Р                              | 3Р                              | NM5                             | NM5                             | NM5                             | 0 / 8  | 11-8           |
| Чарльстон                             | -              | -              | -              | 3Р             | -              | Не турнир старших премьер-серии | Не турнир старших премьер-серии | Не турнир старших премьер-серии | Не турнир старших премьер-серии | Не турнир старших премьер-серии | Не турнир старших премьер-серии | Не турнир старших премьер-серии | Не турнир старших премьер-серии | 0 / 1  | 1-1            |
| Москва                                | -              | -              | -              | -              | 2Р             | Не турнир старших премьер-серии | Не турнир старших премьер-серии | Не турнир старших премьер-серии | Не турнир старших премьер-серии | Не турнир старших премьер-серии | Не турнир старших премьер-серии | Не турнир старших премьер-серии | Не турнир старших премьер-серии | 0 / 1  | 0-1            |
| Берлин                                | -              | 1Р             | 1Р             | П              | 1/2            | Не проводился                   | Не проводился                   | Не проводился                   | Не проводился                   | Не проводился                   | Не проводился                   | Не проводился                   | Не проводился                   | 1 / 4  | 9-3            |
| Цюрих                                 | 2Р             | 1/2            | -              | 2Р             | Н1К            | Не проводился                   | Не проводился                   | Не проводился                   | Не проводился                   | Не проводился                   | Не проводился                   | Не проводился                   | Не проводился                   | 0 / 3  | 4-3            |
| Сан-Диего                             | -              | -              | 3Р             | -              | -              | НП                              | NM5                             | NM5                             | NM5                             | NM5                             | Не проводился                   | Не проводился                   | Не проводился                   | 0 / 1  | 2-1            |
| Статистика за карьеру                 |                |                |                |                |                |                                 |                                 |                                 |                                 |                                 |                                 |                                 |                                 |        |                |
| Проведено финалов                     | 0              | 1              | 1              | 5              | 4              | 1                               | 2                               | 1                               | 0                               | 1                               | 6                               | 1                               | 0                               | 23     |                |
| Выиграно турниров                     | 0              | 1              | 1              | 3              | 3              | 0                               | 2                               | 1                               | 0                               | 0                               | 4                               | 0                               | 0                               | 15     |                |
| В/П: всего                            | 37-5           | 40-14          | 35-18          | 51-18          | 38-15          | 24-14                           | 33-20                           | 32-20                           | 37-21                           | 40-23                           | 59-17                           | 28-19                           | 15-14                           |        | 480-225        |
| Σ % побед                             | 88 %           | 74 %           | 66 %           | 74 %           | 72 %           | 63 %                            | 62 %                            | 62 %                            | 64 %                            | 66 %                            | 76 %                            | 60 %                            | 52 %                            |        | 68 %           |

К — проигрыш в квалификации. NM5 — не турнир старших премьер-категорий.

## Призовые за время выступлений вWTAтуре
| Год        | Титулы на ТБШ | Титулы WTA | Призовые ($) | Место в рейтинге призовых |
| ---------- | ------------- | ---------- | ------------ | ------------------------- |
| 2003       | 0             | 0          | 2 630        | 732                       |
| 2004       | 0             | 0          | 58 010       | 166                       |
| 2005       | 0             | 1          | 472 547      | 29                        |
| 2006       | 0             | 1          | 671 616      | 20                        |
| 2007       | 0             | 3          | 1 960 354    | 4                         |
| 2008       | 1             | 3          | 3 119 640    | 4                         |
| 2009       | 0             | 0          | 914 725      | 16                        |
| 2010       | 0             | 2          | 774 025      | 24                        |
| 2011       | 0             | 1          | 746 925      | 28                        |
| 2012       | 0             | 0          | 1 001 752    | 16                        |
| 2013       | 0             | 0          | 1 055 383    | 24                        |
| За карьеру | 1             | 11         | 10 821 517   | 27                        |

## Иванович в филателии

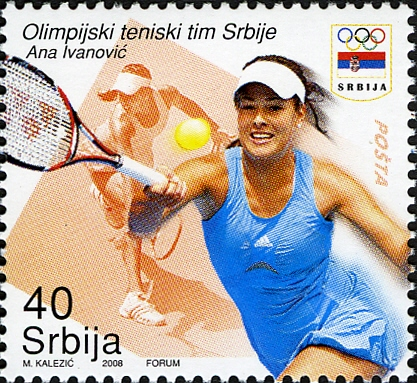
Ана Иванович на сербской почтовой марке после успешного 2008 года

Ана Иванович изображена на почтовых конвертах и марках разных стран:
- Сербии — почтовый конверт со спецгашением, выпущенный к Олимпиаде 2008 года
- Сербии — почтовая марка, выпущенная к Олимпиаде 2008 года в Пекине (номинал — 40 сербских динаров), однако на Олимпиаде она не участвовала из-за травмы пальца[15].
- Сербии — почтовая марка со сборной Сербии по теннису, выпущенная к Олимпиаде 2008 года
- Гвинеи-Бисау — почтовая марка, выпущенная в 2012 году (500 франков КФА)
- Анголы — почтовая марка, выпущенная в 2012 году (55 кванз)
- Кабо-Верде — почтовая марка, выпущенная в 2012 году (30 эскудо КВ)

## Интересные факты
- Сербский посол доброй воли ЮНИСЕФ c 2007 года[16][17].
- В 2010 году, по итогам опроса на сайте tennisreporters.net, Иванович была признана самой сексуальной теннисисткой планеты. Несмотря на то что Ана после 2008 года не добивалась больших успехов в теннисе, её официальный сайт является самым посещаемым среди сайтов о спортсменах[18].